# Susan Downey

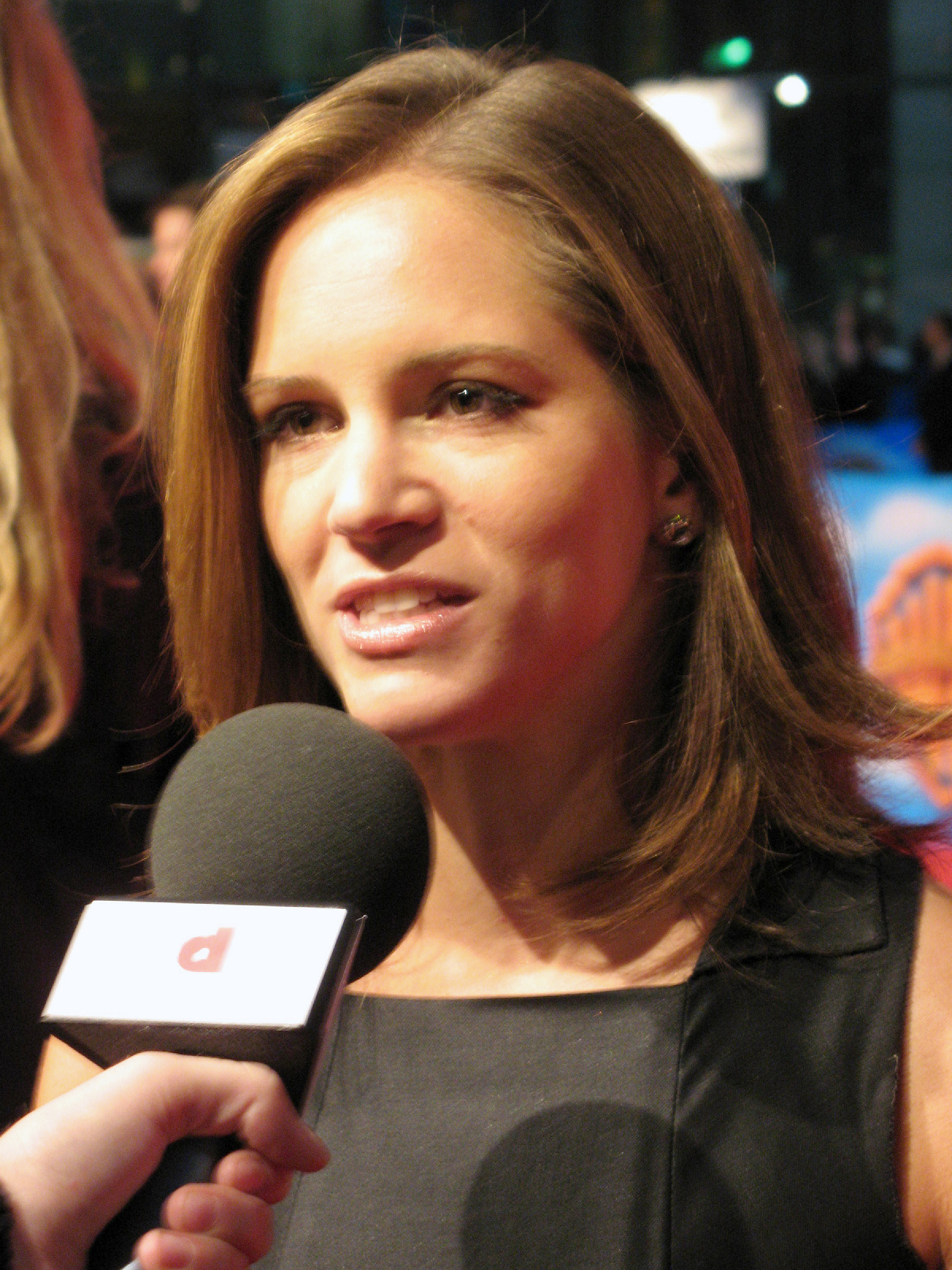
Susan Downey bei der Deutschlandpremiere von Die Fremde in Dir (2007)

Susan Downey (* 6. November 1973 als Susan Levin) ist eine amerikanische Filmproduzentin.

## Leben und Karriere
Susan Levin studierte an der School of Cinema and Television der University of Southern California. Nach Studienabschluss begann sie ihre Arbeit 1995 als Produktionsassistentin bei Talia Shires einziger Regiearbeit One Night Stand (Eine heiße Affäre) und als Produzentin der erfolgreichen Trickfilmserie Mortal Kombat: Defenders of the Realm (ebenfalls 1995).
Danach war Levin bei Lawrence Kasanoffs Threshold Entertainment für die Entwicklung der Film- und Fernsehprojekte Duke Nukem, G.I. Joe und Zork zuständig. Außerdem war sie dort an der Produktion der Spielfilme Mortal Kombat (1995) und Mortal Kombat: Annihilation (1997), der TV-Serie Mortal Kombat: Conquest (1998) sowie des Spielfilms Beowulf (1999) beteiligt.
Im Juni 1999 wechselte sie zu Joel Silvers Produktionsfirma Silver Pictures und wurde dort Vice President of Production. Sie leitete die Entwicklung und Produktion von Filmen wie 13 Geister und Dominic Senas Passwort: Swordfish (beide 2001), wirkte außerdem als Koproduzentin an Ghost Ship (2002) und Born 2 Die (2003) mit und produzierte Gothika (2003) und House of Wax (2005).
2003 wurde Levin bei Silver Pictures zum Executive Vice President of Production ernannt. In dieser Rolle entwickelt sie Filmstoffe wie Wonder Woman, Superfly, Speedracer, Sgt. Rock und Dirty Dozen. Als Executive Producer war sie an Shane Blacks Regiedebüt Kiss Kiss, Bang Bang (2005) und Oliver Hirschbiegels The Invasion (2007) beteiligt. Ebenfalls 2007 produzierte sie Neil Jordans Thriller Die Fremde in dir (The Brave One) mit Jodie Foster in der Hauptrolle.
Außerdem ist sie Kopräsidentin und Director of Development bei Dark Castle Entertainment, der 1999 gegründeten Horrorfilm-Abteilung von Silver Pictures. Für Dark Castle produzierte sie unter anderem Stephen Hopkins’ The Reaping – Die Boten der Apokalypse (2007), Guy Ritchies Rock N Rolla (2008), Dominic Senas Whiteout (2009) und Jaume Collet-Serras Orphan – Das Waisenkind (2009). Für Silver Pictures produzierte sie außerdem Guy Ritchies Sherlock Holmes (2009) und war Executive Producer bei The Book of Eli (2010) von Albert und Allen Hughes.

## Privates

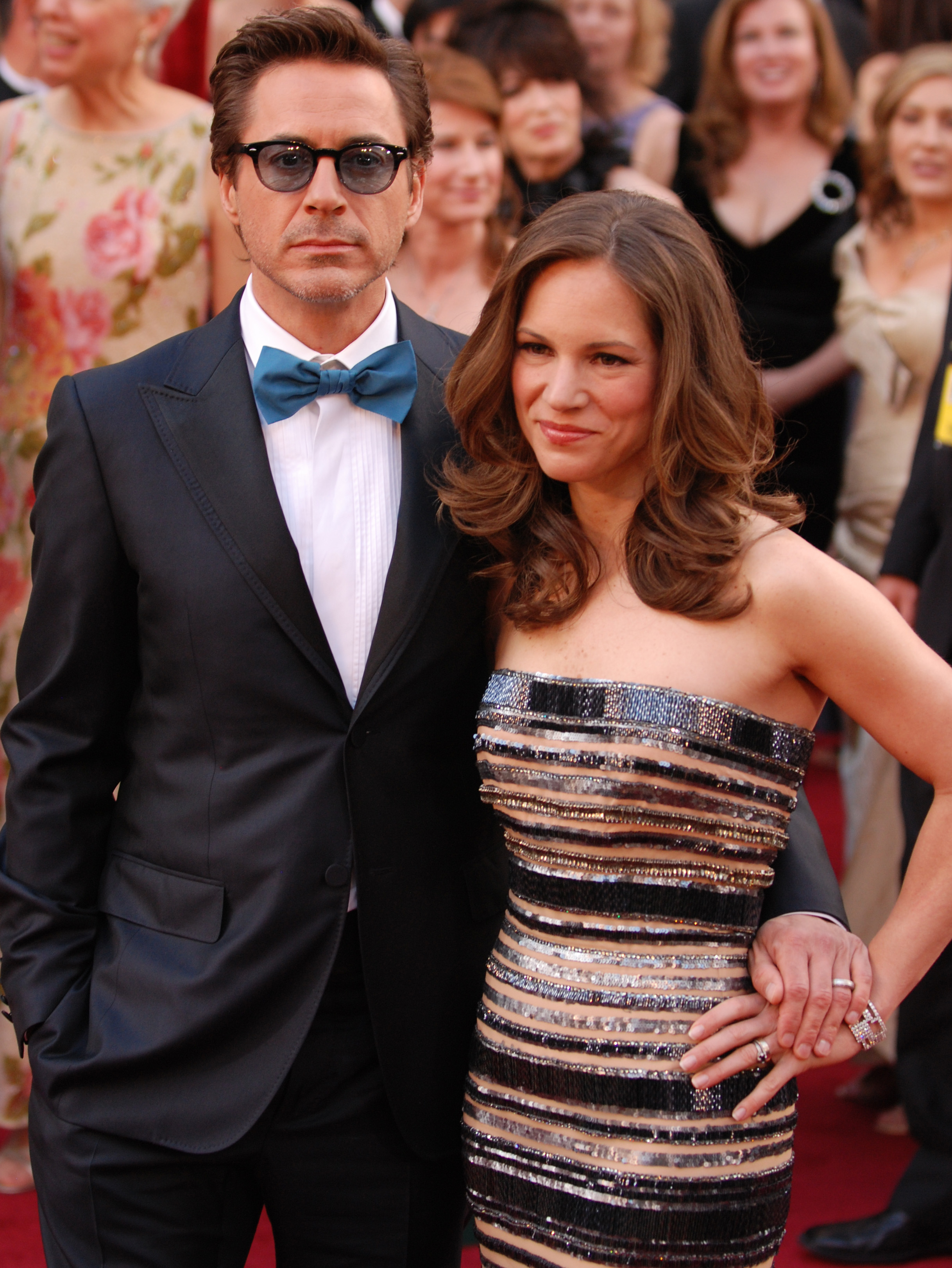
Susan Downey mit ihrem Ehemann Robert Downey Jr. bei den Academy Awards 2010

Am 27. August 2005 heiratete sie den Schauspieler Robert Downey Jr. Das Paar hat gemeinsam einen Sohn (* 2012) und eine Tochter (* 2014). Die Familie lebt in Brentwood.

## Filmografie
- 2002: Ghost Ship
- 2003: Born 2 Die (Cradle 2 the Grave)
- 2003: Gothika
- 2005: House of Wax
- 2005: Kiss Kiss, Bang Bang (Kiss Kiss Bang Bang)
- 2007: The Reaping – Die Boten der Apokalypse (The Reaping)
- 2007: Invasion (The Invasion)
- 2007: Die Fremde in dir (The Brave One)
- 2008: Rock N Rolla (RocknRolla)
- 2009: Orphan – Das Waisenkind (Orphan)
- 2009: Whiteout
- 2009: Sherlock Holmes
- 2010: The Book of Eli
- 2010: Stichtag (Due Date)
- 2010: Iron Man 2
- 2011: Unknown Identity (Unknown)
- 2011: Sherlock Holmes: Spiel im Schatten (Sherlock Holmes: A Game of Shadows)
- 2014: Der Richter – Recht oder Ehre (The Judge)
- 2020: Die fantastische Reise des Dr. Dolittle (Dolittle)
- 2021–2024: Sweet Tooth (Fernsehserie)